# 入江猪太郎
入江 猪太郎 （いりえ いたろう、1908年11月10日 - 1990年9月17日）は、日本の経済学者。神戸大学名誉教授。元日本学術会議会員。

## 人物・経歴
岡山県西大寺市生まれ。1930年高松高等商業学校（現香川大学）卒業。1933年神戸商業大学（現神戸大学）卒業、同研究科入学。1936年鹿児島高等商業学校講師。1938年同教授。1942年神戸商業大学助教授。1950年神戸大学経営学部教授。1952年同教授。1953年岡山大学教授併任。1961年商学博士。1964年神戸大学経営学部長。1972年日本学術会議会員。同年定年退官、神戸大学名誉教授、近畿大学商経学部教授。1980年勲三等旭日中綬章受章。1990年叙従三位。
2010年から多国籍企業学会では入江猪太郎賞を授与している。

## 著書
- 『多国籍企業論』丸善 1979年